# (71000) Hughdowns
(71000) Hughdowns (1999 XD37) – planetoida z pasa głównego asteroid okrążająca Słońce w ciągu 4,36 lat w średniej odległości 2,67 j.a. Odkryta 7 grudnia 1999 roku.